# Мирон Дідурик
Мирон Дідурик (15 липня 1938, с. Мужилів — 24 квітня 1970, Південний В'єтнам) — майор армії США українського походження, командував ротою «Браво» другого батальйону сьомого кавалерійського полку в битві в долині Я-Дранг.

## Життя до війни
Народився 15 липня 1938 року в селі Мужилові на Підгаєччині (На заході України, нині Тернопільського району Тернопільської області). Переїхав з батьками до США в 1950 році, поселившись у Вірджинії, а потім у Джерсі. Там закінчив середню школу і навчався фізики в коледжі св. Петра. Під час навчання в коледжі відбув кадетський військовий вишкіл (підготовка офіцерів запасу), де виконував функції коменданта кадетської бригади. Після випуску отримав звання другого лейтенанта армії США. В січні 1960-го поступив на дійсну службу. Капітан (згодом майор) Дідурик служив у Європі, потім у В'єтнамі. Був членом Пласту в курені «Сіроманці».

## Війна у В'єтнамі
У В'єтнамі Дідурик брав участь у бою в долині Я-Дранг, де командував ротою «Браво» другого батальйону 7-го кавалерійського полку. За свою хоробрість отримав прізвисько «Скажений козак» — «Mad Cossack». Про це розповідає Гарольд «Гел» Мур у книзі «Ми були солдатами і юнаками» (We Were Soldiers once and Young): «Він був енергійним та агресивним, проте дуже професійним; упродовж наступних трьох днів він показав себе найкращим бойовим командиром, з усіх, яких мені довелося побачити, без винятку».
Командира роти «Браво» 2-го батальйону капітана Дідурика та його заступника лейтенанта Ріка Рескорла спочатку було надіслано для підкріплення оточених американських військ, притиснутих ворожим вогнем. «Українцеві Дідурику та англійцю Рескорлі», пишуть автори, «судилося протягом наступних 72 годин стати бойовими легендами 7-го кавалерійського — як завдяки своєму стилю, так і завдяки безстрашному лідерству під ворожими кулями».
Отримавши звання майора за участь у битві в долині Я-Дранг, він удруге повернувся до В'єтнаму. На посаді офіцера операцій 2-го батальйону 12-го кавалерійського Дідурик загинув при виконанні обов'язку 24 квітня 1970 року в гелікоптері на покинутій вогневій точці. Командир батальйону наказав його командирському гелікоптеру приземлитися та перевірити солдата Північного В'єтнаму, якого було вбито бортовим стрільцем. Щойно гелікоптер торкнувся землі, солдати В'єтнамської народної армії почали стріляти; Мирону Дідурику влучили в живіт крізь двері гелікоптера. Так помер один з найкращих офіцерів, що воював при Я-Дранзі. Майора Дідурика поховано на цвинтарі Форт Беннінг. Його вдова, Делорес, мешкає у Форт-Лодердейлі (Флорида).

## Згадки про Мирона Дідурика
- Згадується у книзі Гарольда «Гела» Мура «Ми були солдатами і юнаками» (We Were Soldiers once and Young), зустрічається загалом 28 посилань на нього у предметному покажчику.
- У фільмі «Ми були солдатами» Гел Мур (Мел Ґібсон) у промові перед від'їздом говорив про капітана з України.